# Tatort: … und dann ist Zahltag
… und dann ist Zahltag ist ein Fernsehfilm aus der Fernseh-Kriminalreihe Tatort der ARD und des ORF. Der Film wurde vom NDR produziert und am 15. August 1976 zum ersten Mal gesendet. Er ist die 65. Folge der Tatort-Reihe, der dritte mit Kommissar Brammer.
Das Drehbuch entstand nach dem Kriminalroman Der Zahltag von Joachim Jessen und Detlef Lerch.

## Handlung
Vor sechs Jahren überfielen Ewald Merten und Otto Wollgast den Geldboten des Schürmann Supermarktes. Als Wollgast zur Waffe griff, vereitelte Merten den Überfall. Merten bekam nur eine kurze Strafe und wurde von Schürmann als Chauffeur eingestellt. Wollgast kommt nun nach Jahren aus dem Gefängnis. Die Polizei vermutete, dass die beiden einen gut informierten Hintermann hatten. Diesen kontaktiert Wollgast und bricht in Schürmanns Villa in Hannover ein. Nachdem er nur einen leeren Tresor vorfindet, schlägt er den Hauswart nieder, der ihn kurz vor der Flucht entdeckt hat.
Schürmann, der gerade in Heiligenhafen an der Ostsee weilt, wird von Brammer über den Vorfall informiert. Jedoch scheint es den Senior nicht sonderlich aufzuregen. Wollgast derweil hat es auch nach Heiligenhafen verschlagen, wo er seine Informationsquelle per Telefon kontaktiert. Er versucht, von dem jetzt dort wohnenden Merten Geld zu leihen. Merten blockt ab und wünscht keinen Kontakt mit ihm. Ein Liebespaar, das Wollgast beim Heranschleichen an die Villa aufgeschreckt hat, erkennt ihn in Brammers Vorbestraftenkartei wieder. Da Kommissar Brammer in den Urlaub fährt, bittet er seine Kollegen, den im Urlaub in Heiligenhafen weilenden Polizeiobermeister Hesse zu kontaktieren.
Hesse befragt Schürmann Senior und Junior. Zuvor jedoch hat der Junior von seinem Vater erfahren, dass dieser pleite ist und nichts im Tresor war. Dennoch will der Senior dabei bleiben, dass seine Werte gestohlen wurden, die er aber aufgrund seiner finanziellen Schieflage längst verkauft hat. Schürmann Junior bewohnt zurzeit ein unfertiges Apartmenthaus und drängt den Vater, bei der Wahrheit zu bleiben.
Indessen hat sich Hesse mit der Familie Merten angefreundet. Doch plötzlich wird Mertens Tochter Angelika von einem Unbekannten entführt. Merten hat Wollgast in Verdacht. Der Entführer fordert, dass Merten am nächsten Tag die Kreissparkasse überfallen und das Geld an einem Treffpunkt abgeben soll. Erst dann werde seine Tochter wieder freigelassen. Um das Leben seiner Tochter bangend, überfällt er die Sparkasse, doch diese wird schnell von der Polizei umstellt. Zur gleichen Zeit überfällt ein Unbekannter die Vereinsbank einige Straßen weiter und entkommt mit 200.000 DM. Er entpuppt sich als Schürmann Junior, der Wollgast und Merten vor sechs Jahren den Tipp zum Supermarkt-Überfall gab. Er lässt Angelika frei und kehrt in den Apartmentbau zurück. Dort überrascht ihn Wollgast, der ihn Jahre lang erpresst hat. Er fordert nun die ganze Raubsumme. Es entbrennt ein Streit zwischen den beiden Männern, Schürmann versucht zu fliehen.
Angelika ist von Hesse aufgefunden und nach Hause gebracht worden. Da entdeckt er gelbe Farbe an dem Stofftier der Kleinen. Ihm wird sofort klar, dass diese von Schürmanns Baustelle stammt. Mit den örtlichen Polizeibeamten macht er sich sofort dorthin auf. Sie kommen jedoch zu spät. Schürmann hat Wollgast während der Prügelei im Wasser vor dem Bau ertränkt. Als Hesse ihn fragt, warum er den Raub begangen habe, gibt er zu, von Wollgast erpresst worden zu sein. Wozu er das Geld benötigte, wisse er nicht mehr.

## Hintergrund
In diesem Tatort ist Knut Hinz als Hauptkommissar Brammer nur zu Anfang zu sehen. Der Rest der Folge wird von Uwe Dallmeier als Polizeiobermeister Hesse übernommen.